# Andrzej Sekuła
Andrzej Sekuła (ur. 19 grudnia 1954 we Wrocławiu) – polski operator filmowy i reżyser.

## Życiorys
W 1973 r. ukończył Liceum Ogólnokształcące nr X im. Stefanii Sempołowskiej we Wrocławiu. Karierę rozpoczął w Polsce jako autor zdjęć do filmów dokumentalnych. W roku 1980 wyemigrował do Wielkiej Brytanii, gdzie studiował w prestiżowej National Film and Television School. Po trzech i pół roku nauki kontynuował karierę jako autor zdjęć do filmów krótkometrażowych, reklamowych i dokumentalnych, m.in. Man From China oraz Honey and Venom, za który otrzymał nagrodę na 1992 BP Expo International Film Festival.
Jego debiutem pełnometrażowym były Wściekłe psy Quentina Tarantino. W 1995 został nominowany do nagrody BAFTA za zdjęcia do filmu Pulp Fiction (1994).

## Filmografia

### Reżyseria
- 1998 Sprawa załatwiona (Fait Accompli)
- 2002 Cube 2 (Cube 2: Hypercube)
- 2005 Czysta przyjemność (The Pleasure Drivers)

### Zdjęcia
- 1990 The Brooch Pin and the Sinful Clasp (film krótkometrażowy)
- 1991 Revolver (film krótkometrażowy)
- 1992 Wściekłe psy (Reservoir Dogs)
- 1993 Trzy serca (Three of Hearts)
- 1993 Rabuś (Bank Robber)
- 1994 Pulp Fiction
- 1994 Dwoje, czyli troje (Sleep with Me)
- 1994 Oleanna
- 1995 Across the Moon
- 1995 Akt skruchy (Original Sins)
- 1995 Bez odwrotu (Body Language)
- 1995 Hakerzy (Hackers)
- 1995 Cztery pokoje (Four Rooms)
- 1997 Kolejny ruch (A Further Gesture)
- 1997 Stand-Ins
- 1998 Kuzynka Bette (Cousin Bette)
- 1998 Sprawa załatwiona (Fait Accompli)
- 2000 American Psycho
- 2002 Falling in Love in Pongo Ponga (film krótkometrażowy)
- 2002 Cube 2 (Cube 2: Hypercube)
- 2005 Czysta przyjemność (The Pleasure Drivers)
- 2007 Motel  (Vacancy)
- 2008 Brygada (Vice)
- 2009 Opancerzony (Armored)
- 2010 Pożegnanie z niewinnością (Trust)
- 2012 For the Love of Money
- 2013 Sleight of Hand
- 2014 Tokarev. Zabójca z przeszłości (Rage)
- 2015 Shang Hai Wang
- 2016 Jestem zemstą (I Am Wrath)
- 2018 Szybki jak śmierć (Speed Kills)[2]